# Ісіба Сіґеру
Ісіба Сіґеру (також Ішіба Шіґеру; яп. 石破 茂; нар. 4 лютого 1957) — японський політичний діяч. Прем'єр-міністр Японії з 1 жовтня 2024 року. Президент Ліберально-демократичної партії Японії з 27 вересня 2024 року. Він є членом Палати представників з 1986 року, обіймав посаду міністра оборони з 2007 по 2008 рік та міністра сільського, лісового та рибного господарства з 2008 по 2009 рік. У 2012—2014 роках обіймав посаду генерального секретаря ЛДП.

## Біографія
Сіґеру Ісіба народився в префектурі Тотторі, губернатором якої був його батько. 1979 року він закінчив університет Кейо. Після цього працював у банку Mitsui Bank.
З 26 вересня 2007 по 1 серпня 2008 року Ісіба обіймав посаду міністра оборони в уряді, очолюваному Ясуо Фукудою.
У 2008 році Ісіба балотувався на пост президента ЛДП, але програв Таро Асо. 24 вересня 2008 Ісіба був призначений міністром сільського господарства.
2012 року Ісіба повторно балотувався на пост президента ЛДП, але знову програв. 27 вересня 2012 року його було призначено генеральним секретарем ЛДП.

## Прем'єр-міністр Японії
У серпні 2024 року прем'єр-міністр Японії Фуміо Кісіда пішов у відставку й відмовився брати участь у виборах керівника Ліберально-демократичної партії (ЛДП). У вересні на його місце було обрано Ісібу, якого парламент згодом затвердив як прем'єр-міністра країни.
9 жовтня Ісіба розпустив Палату представників, призначивши вибори на 27 жовтня.

## Ставлення до України
У зовнішній політиці Ішіба продовжує підтримувати Україну, як і під час російського вторгнення, що розпочалося у 2022 році.
Як і його попередник Фуміо Кісіда, Ісіба продовжував підтримувати Україну під час російського вторгнення, яке розпочалося у 2022 році. У лютому 2025 року міністр оборони Японії Ґен Накатані повідомив, що Сили самооборони Японії нададуть українським військовим близько 30 додаткових транспортних засобів. Після палкої суперечки між президентом України Володимиром Зеленським та Дональдом Трампом і його віцепрезидентом Джей-Ді Венсом під час зустрічі в Білому домі, яка транслювалася в прямому ефірі 28 лютого 2025 року, Ісіба заявив, що зустріч «набула дещо несподіваного повороту, і, схоже, відбувся дуже емоційний обмін словами», і що Японія «зробить все можливе, щоб запобігти розбіжностям між Сполученими Штатами та Україною». Йошіхіко Нода, лідер Конституційно-демократичної партії, звинуватив Ісібу в тому, що він не має «чіткого меседжу» щодо розриву між Трампом і Зеленським і «робить недостатньо» після того, як почали формуватися розбіжності між США та Україною і Європою. На прес-конференції в місті Оїта, Нода заявив, що «прем'єр-міністр Ісіба не надіслав чіткого меседжу. Позиція Японії незрозуміла». У березні 2025 року Японія скоригувала свої формулювання щодо підтримки України з «посилюватиме» на «підтримуватиме». Зміна була зроблена для того, щоб мінімізувати різницю між політикою Японії та США.
У своїх мемуарах, написаних під час російського вторгнення в Україну, Ішіба стверджував, що прирівнювання російського вторгнення до потенційного нападу Китаю на Тайвань є радше емоційною реакцією, ніж прагматичною оцінкою китайської загрози. Ішіба критикував використання Фуміо Кісідою фрази «Україна сьогодні може стати Східною Азією завтра». У 2024 році він заявив, що причиною того, що США не захищають Україну, є те, що Україна не є частиною системи колективної самооборони на кшталт НАТО. Ішіба стверджував, що війна трансформувала глобальне безпекове середовище, і за відсутності такої системи колективної самооборони в Азії війни в регіоні є більш імовірними, оскільки немає зобов'язань щодо взаємної оборони. Тому він заявив, що азійський альянс колективної безпеки необхідний для того, щоб стримувати Китай.